# Suarezia differens
Suarezia differens is een pissebed uit de familie Scleropactidae. De wetenschappelijke naam van de soort is voor het eerst geldig gepubliceerd in 1959 door Keppel Harcourt Barnard.